# Herwig Walter
Herwig Walter (Hannover, 8 agosto 1911 – Abenberg, 26 dicembre 1986) è stato un attore tedesco.

## Biografia
Walter nasce figlio di un docente e sua moglie. Cresce a Berlin, dove si diploma nel 1930. Nello stesso anno frequenta un corso di recitazione di due anni alla Max-Reinhardt-Schule. Il primo ingaggio teatrale arriva nel 1932 al Theater Gera. Nel 1935 recita al Theater Baden-Baden e tre anni dopo diventa membro onorario della Schauspielhaus Bochum. Dopo la seconda guerra mondiale rimane a Bochum, per poi nel 1947 recarsi al Städtischen Bühnen Nürnberg dove rimarrà fino al 1975. 
Dopo lungo tempo non avendo più ingaggi a Norimberga, lascia nel 1976 la città per vivere a Abenberg, dove rimarrà fino alla morte.
Durante gli anni '60 partecipa a diverse produzioni di cinema e televisione come la serie Der Kommissar.
Herwig Walter fu sposato con Christiane Becher, attrice, ed ebbero due figli.

## Weblinks
- (EN) Herwig Walter, su IMDb, IMDb.com.